# Liste der Monuments historiques in Suizy-le-Franc
Die Liste der Monuments historiques in Suizy-le-Franc führt die Monuments historiques in der französischen Gemeinde Suizy-le-Franc auf.

## Liste der Objekte
| Bezeichnung                          | Beschreibung                                                                                 | Standort                     | Kennzeichnung | Schutzstatus | Datum | Bild |
| ------------------------------------ | -------------------------------------------------------------------------------------------- | ---------------------------- | ------------- | ------------ | ----- | ---- |
| Kommuniontisch                       | Schmiedeeisen, vergoldet, Holz, zweite Hälfte des 19. Jahrhunderts                           | in der Kirche St-Remi (Lage) | PM51002920    | Inscrit      | 1978  |      |
| Truhe                                | Eichenholz, 17. oder 18. Jahrhundert                                                         | in der Kirche St-Remi (Lage) | PM51002919    | Inscrit      | 1978  |      |
| Zelebrantenstuhl                     | Holz, Wolltuch, 18. Jahrhundert                                                              | in der Kirche St-Remi (Lage) | PM51001090    | Classé       | 1959  |      |
| Skulptur Salvator mundi              | Holz, farbig gefasst, 17. Jahrhundert                                                        | in der Kirche St-Remi (Lage) | PM51002918    | Inscrit      | 1978  |      |
| Skulptur Heiliger Sebastian          | Holz, farbig gefasst, 17. Jahrhundert                                                        | in der Kirche St-Remi (Lage) | PM51002917    | Inscrit      | 1978  |      |
| Hauptaltar                           | Altartisch, Tabernakel und Retabel; Holz, farbig gefasst, 17. Jahrhundert                    | in der Kirche St-Remi (Lage) | PM51002915    | Inscrit      | 1978  |      |
| Skulptur Heiliger Remigius           | Holz, farbig gefasst, 16. Jahrhundert                                                        | in der Kirche St-Remi (Lage) | PM51002916    | Inscrit      | 1978  |      |
| Linker Seitenaltar                   | Altartisch, Retabel und Gemälde; Holz, farbig gefasst, Ölfarbe auf Leinwand, 18. Jahrhundert | in der Kirche St-Remi (Lage) | PM51002923    | Inscrit      | 1978  |      |
| Beichtstuhl                          | Holz, Anfang des 19. Jahrhunderts                                                            | in der Kirche St-Remi (Lage) | PM51002922    | Inscrit      | 1978  |      |
| Türflügel                            | Holz, 15. oder 16. Jahrhundert                                                               | in der Kirche St-Remi (Lage) | PM51003351    | Inscrit      | 1993  |      |
| Kanzel                               | Holz, blau gefasst, 18. Jahrhundert                                                          | in der Kirche St-Remi (Lage) | PM51002921    | Inscrit      | 1978  |      |
| Gemälde Kreuzigungsgruppe            | Ölfarbe auf Leinwand, zweite Hälfte des 17. Jahrhunderts; Kopie nach Guido Reni              | in der Kirche St-Remi (Lage) | PM51003373    | Inscrit      | 1995  |      |
| Epitaph für Pierre Philippe Andrieux | Stein, bezeichnet 1754                                                                       | in der Kirche St-Remi (Lage) | PM51002924    | Inscrit      | 1978  |      |
| Friedhofskreuz                       | Schmiedeeisen, 18. Jahrhundert                                                               | auf dem Friedhof (Lage)      | PM51002925    | Inscrit      | 1978  |      |